# Tom Cavanagh
Thomas "Tom" Cavanagh (Ottawa, 26 de outubro de 1963) é um ator canadense.
Desde 2014, Thomas está atuando na série de televisão The Flash, do canal CW, onde interpreta o cientista Dr. Harrison Wells.

## Carreira
- 1989 Who Shot Patakango? : Policial
- 1991 White Light (filme) : Secretário de Ella
- 1993 Sherlock Holmes Returns (TV) : Policial aprendiz
- 1993 Other Women's Children (TV) : Marco
- 1995 Dangerous Intentions : Ron
- 1995 A Vow to Kill (TV) : Andy Neiman
- 1995 Magic in the Water : Simon, paciente nº 1
- 1995 Jake and the Kid (série de TV)
- 1996 Mask of Death : Joey
- 1996 Midnight Heat : Bowlan
- 1996 Bloodhounds II (TV) : Levesh
- 1996 Profile for Murder : Tim Jonas
- 1997 Honeymoon (filme) : Jamie
- 1997 Aurora Boreal (TV) : Frank
- 1998 Eyes of a Cowboy (série de TV) : Lonesome Cooper
- 1998 The 900 Lives of Jackie Frye (TV) : Jackie Frye
- 1998 Twisteeria (TV) : personagem de ação
- 1999 Something More (filme) : Harry
- 1999 Anya's Bell (TV) : Patrick Birmingham
- 2002 Scrubs (TV) : Dan Dorian (episódio 2-06)
- 2002 Bang, Bang, You're Dead (TV) : Val Duncan
- 2003 Scrubs (TV) : Dan Dorian (episódio 3-05)
- 2004 Scrubs (TV) : Dan Dorian (episódios 4-06 e 4-07)
- 2004 Heart of the Storm : Simpson
- 2004 Snow (TV) : Nick Snowden
- 2005 Scrubs (TV) : Dan Dorian (episódio 5-18)
- 2005 Alchemy (filme) : Mal Downey
- 2006 How to Eat Fried Worms : Mitch Forrester
- 2006 Two Weeks : Barry Bergman
- 2006 Gray Matters : Sam
- 2007 Scrubs (TV) : Dan Dorian (episódio 7-03)
- 2007 Uma Família Bem Diferente : Eric McNally
- 2007 Sublime (filme) : George Grieves
- 2009 Scrubs (TV) : Dan Dorian (episódio 8-18)
- 2011 Yogi Bear (filme) : Ranger Smith
- 2011 - Trading Christmas (filme) : Charlie
- 2014 The Flash (série) : Harrison Wells/Eobard Thawne/Flash Reverso
- 2015 The Flash (série) : Harry Wells
- 2016 The Flash (série) : H.R. Wells
- 2018 The Flash (série) : Sherloque Wells
- 2019 The Flash (série) : Nash Wells/Pariah
- 2016 Van Helsing (série) : Micah